# Reg Presley
Reg Presley (12. června 1941 Andover, Anglie – 4. února 2013 tamtéž) byl britský zpěvák. V roce 1964 se stal zakládajícím členem skupiny The Troggs. V lednu 2012 mu byl diagnostikován karcinom plic a následně oznámil, že skupina The Troggs končí. Skupina si nedlouho poté našla nového zpěváka a opět se dala dohromady. On sám zemřel o rok později ve věku 71 let.